# Bratčice (Brno-vidéki járás)
Bratčice község Csehországban, Brno-vidéki járásban. Bratčice Mělčany, Syrovice, Sobotovice, Ořechov, Medlov és Němčičky településekkel határos. Lakosainak száma 671 fő (2024. január 1.).

## Népesség
A település lakosságának változását az alábbi diagram mutatja:
| Lakosok száma | 568  | 739  | 779  | 850  | 711  | 632  | 700  | 708  | 685  | 671  |
|               | 1869 | 1890 | 1921 | 1950 | 1980 | 2001 | 2017 | 2019 | 2022 | 2024 |